# Kotonisia kanoi
Kotonisia kanoi är en insektsart som beskrevs av Matsumura 1938. Kotonisia kanoi ingår i släktet Kotonisia och familjen Meenoplidae. Inga underarter finns listade i Catalogue of Life.